# Written in Waters
Written in Waters – debiutancki album norweskiej grupy Ved Buens Ende, która gra awangardowy black metal. Jest to ostatni album zespołu przed jego przejściem na stan tymczasowego wstrzymania działalności.
Album ten jest unikatowy i niezwykły. Można na nim znaleźć wpływy różnych gatunków. Począwszy od klasycznego black metalu, poprzez Avant-garde metal, a na jazzie skończywszy. Tekst na tym wydawnictwie nawiązuje do fantazji oraz snów.

## Lista utworów
1. „I Sang for the Swans” – 7:01
2. „You, That May Wither” – 4:54
3. „It’s Magic” – 5:25
4. „Den Saakaldte” („The So-called”) – 8:49
5. „Carrier of Wounds” – 7:40
6. „Coiled in Wings” – 7:04
7. „Autumn Leaves” – 5:07
8. „Remembrance of Things Past” – 8:54
9. „To Swarm Deserted Away” – 2:14

## Twórcy
- Vicotnik – gitara, wokal
- Skoll – gitara basowa
- Carl-Michael Eide – perkusja, wokal
- Kristine Stensrud – wokal